# Leitfeuer Wriakhörn

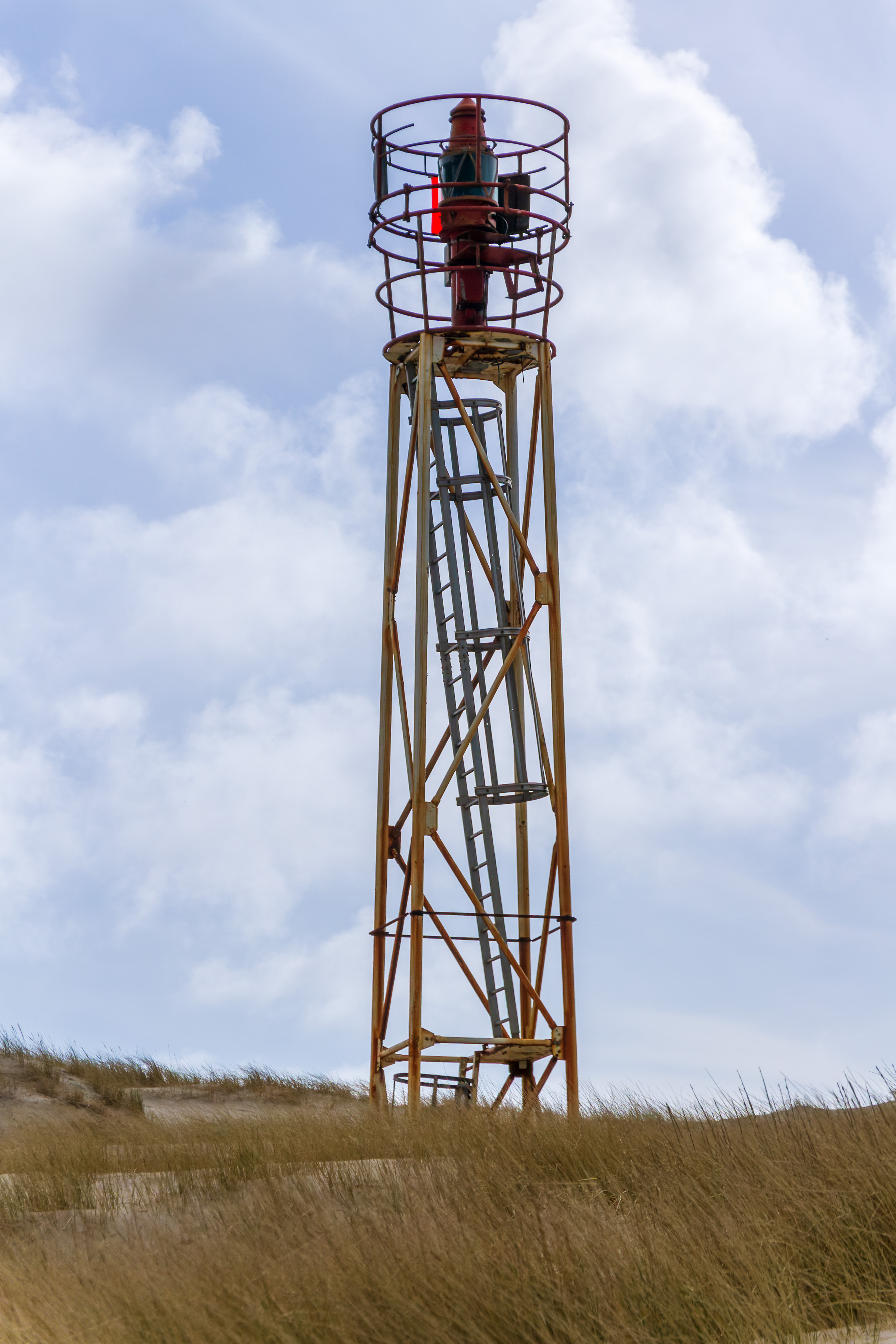
Das ehemalige Leitfeuer Wriakhörn stand etwa 550 m vom Amrumer Leuchtturm entfernt in den Dünen.

Das Leitfeuer Wriakhörn war ein Leitfeuer an der deutschen Nordseeküste auf der schleswig-holsteinischen Insel Amrum. Es sicherte bis zu seiner Abschaltung das Kniepfahrwasser vor dem Kniepsand. Der rund 17 Meter hohe Gittermast stand etwa 550 Meter vom Leuchtturm Amrum entfernt südwestlich auf den Dünen. Am 8. August 2016 schaltete das Wasserstraßen- und Schifffahrtsamt das Leuchtfeuer ab. Anschließend ließ es das Bauwerk im September 2016 wegen Baufälligkeit zurückbauen.

## Geschichte
Der Gittermast wurde im Juli 1955 errichtet. Er war mit einer 380-er Pintsch-Seelaterne ausgestattet und besaß eine Feuerhöhe von 26 Metern über dem MThw, seine Nenntragweite betrug etwa 12 Seemeilen (weißes Licht) bzw. neun Seemeilen (rotes Licht). Im Verlaufe der Jahre war er bis zu einer Höhe von etwa neun Metern komplett eingesandet. Zudem hatten Sand und Nordseeluft dem Bauwerk derart zugesetzt, dass es für die Mitarbeiter des damaligen Wasser- und Schiffahrtsamtes zu gefährlich wurde, auf das Bauwerk zu klettern. Moderne, satellitengestützte Navigationstechnik machte das Leitfeuer schließlich entbehrlich, so dass es 2016 abgeschaltet wurde. Im Zuge des Rückbaus mussten die Mitarbeiter des Wasserstraßen- und Schiffahrtsamtes den Mast bis zu einer Tiefe von vier Metern freischaufeln, um an den Elektroanschlusskasten zu gelangen. Auf dieser Höhe wurde der Turm dann in Absprache mit dem Naturschutzbeauftragten Amrums durchtrennt. Fünf Meter des Bauwerks verblieben in den Amrumer Dünen. Der abgetragene Teil soll für Demonstrationszwecke in verkürzter Form im Seezeichenhafen der Insel aufgestellt werden.